# Salvia koyamae
Salvia koyamae là một loài thực vật có hoa trong họ Hoa môi. Loài này được Makino miêu tả khoa học đầu tiên năm 1922.